# Florence Wanjiru
Florence Wanjiru (* 1959) ist eine ehemalige kenianische Leichtathletin, die sich auf den Mittelstreckenlauf spezialisiert hat. 1984 wurde sie in Rabat Vizeafrikameisterin über 800 Meter und 1987 gewann sie zwei Silbermedaillen bei den Afrikaspielen in Nairobi.

## Sportliche Laufbahn
Erste internationale Erfahrungen sammelte Florence Wanjiru vermutlich bei den Afrikameisterschaften 1984 in Rabat, bei denen sie in 2:05,96 min die Silbermedaille im 800-Meter-Lauf hinter ihrer Landsfrau Justina Chepchirchir gewann. 1987 gewann sie bei den Afrikaspielen in Nairobi in 2:03,77 min die Silbermedaille hinter ihrer Landsfrau Selina Chirchir und sicherte sich mit der kenianischen 4-mal-400-Meter-Staffel gemeinsam mit Geraldine Shitandayi, Esther Kawaya und Francisca Chepkurui die Silbermedaille hinter dem nigerianischen Team und stellte mit 3:28,94 min einen Landesrekord auf. Anschließend schied sie bei den Weltmeisterschaften in Rom mit 3:30,16 min in der Vorrunde mit der Staffel aus. Daraufhin trat sie nicht mehr international in Erscheinung.